# وایردام
وایردام (به هلندی: Wirdum) یک منطقهٔ مسکونی در هلند است که در لیواردن واقع شده‌است. وایردام ۱٬۰۶۰ نفر جمعیت دارد.